# アシグロホウライタケ
アシグロホウライタケ（脚黒蓬莱茸、学名: Tetrapyrgos nigripes）はホウライタケ科アシグロホウライタケ属の小型のキノコ（菌類）である。落ちた小枝に発生し、キノコ全体が白色であるが、柄の下部が黒いのが特徴。食用不適。

## 分布・生態
日本の本州以南、北アメリカ、南アメリカなどに分布する。日本でもみられるが、熱帯から亜熱帯にかけて多い。
腐生菌（腐生性）。初夏（梅雨）から秋にかけて、雑木林など各林内で、小さな落枝や落葉などの枯れた植物体の上に並んで生える。

## 形態
子実体は傘と柄からなる。傘の径は0.3 - 1.8センチメートル (cm) 。低い丸山形から扁平に開き、中央が少し窪む。傘表面は白色でなめらか、粘性はなく微粉状、生長すると放射状の条線が多少目立つようになる。傘裏のヒダは白色で、柄に対して直生かやや垂生し、極めて疎らに配列し、互いに脈で連結する。
柄は上部が白色で、下部は灰黒色から青黒色であるが、どこまで黒いかは個体差がある。柄の長さ0.5 - 3 cm、太さ0.3 - 2ミリメートル (mm) 、皮質でちぎれにくい。子実体と一緒に、黒くて細い根状菌糸束が立ち上がる様子がみられる。担子胞子は6 - 11 × 5 - 9.5マイクロメートル (μm) の十字形（こぶ状類四面体）をしており、平滑、非アミロイド性。胞子紋は白色。

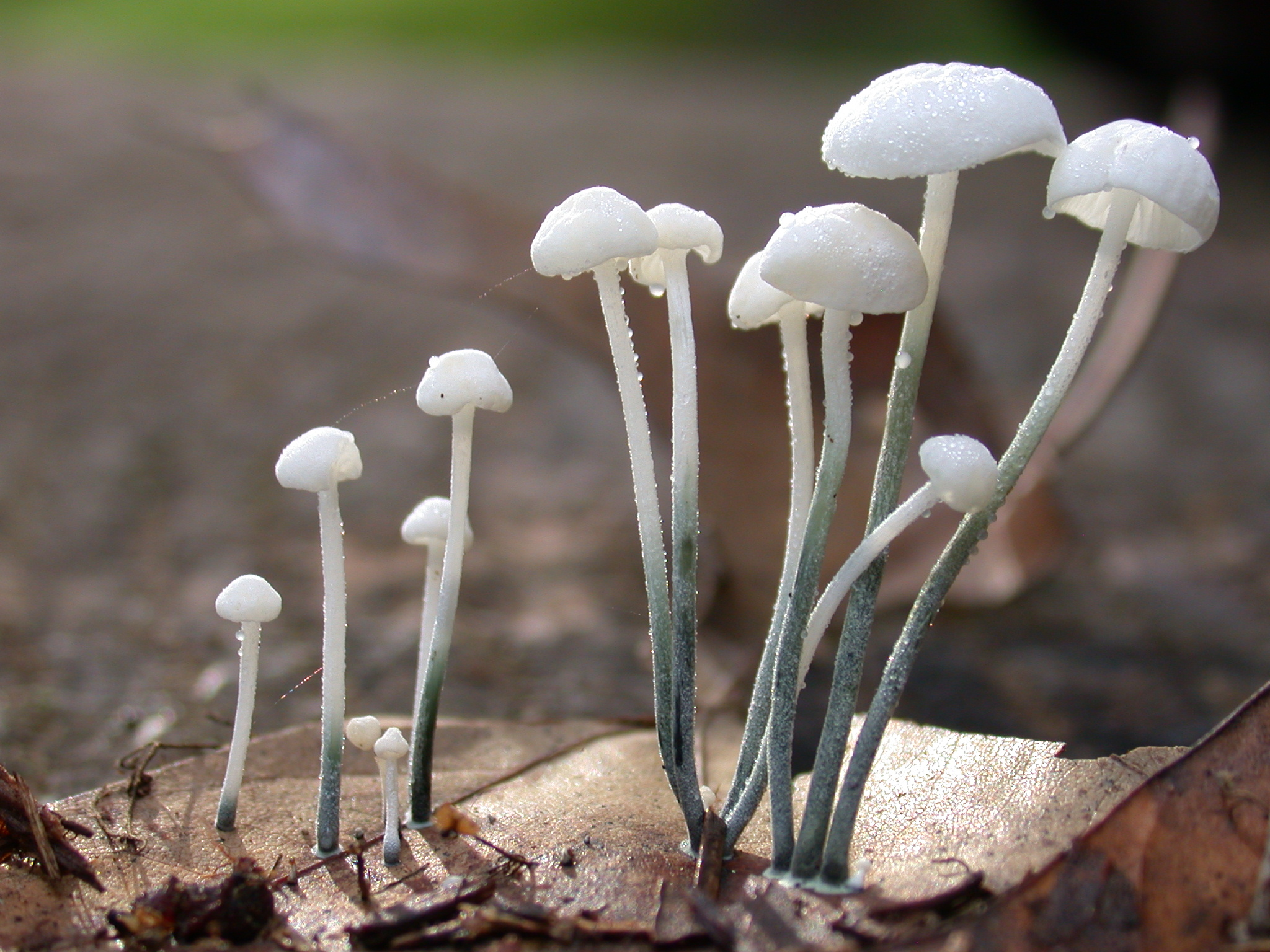
落葉に発生した子実体
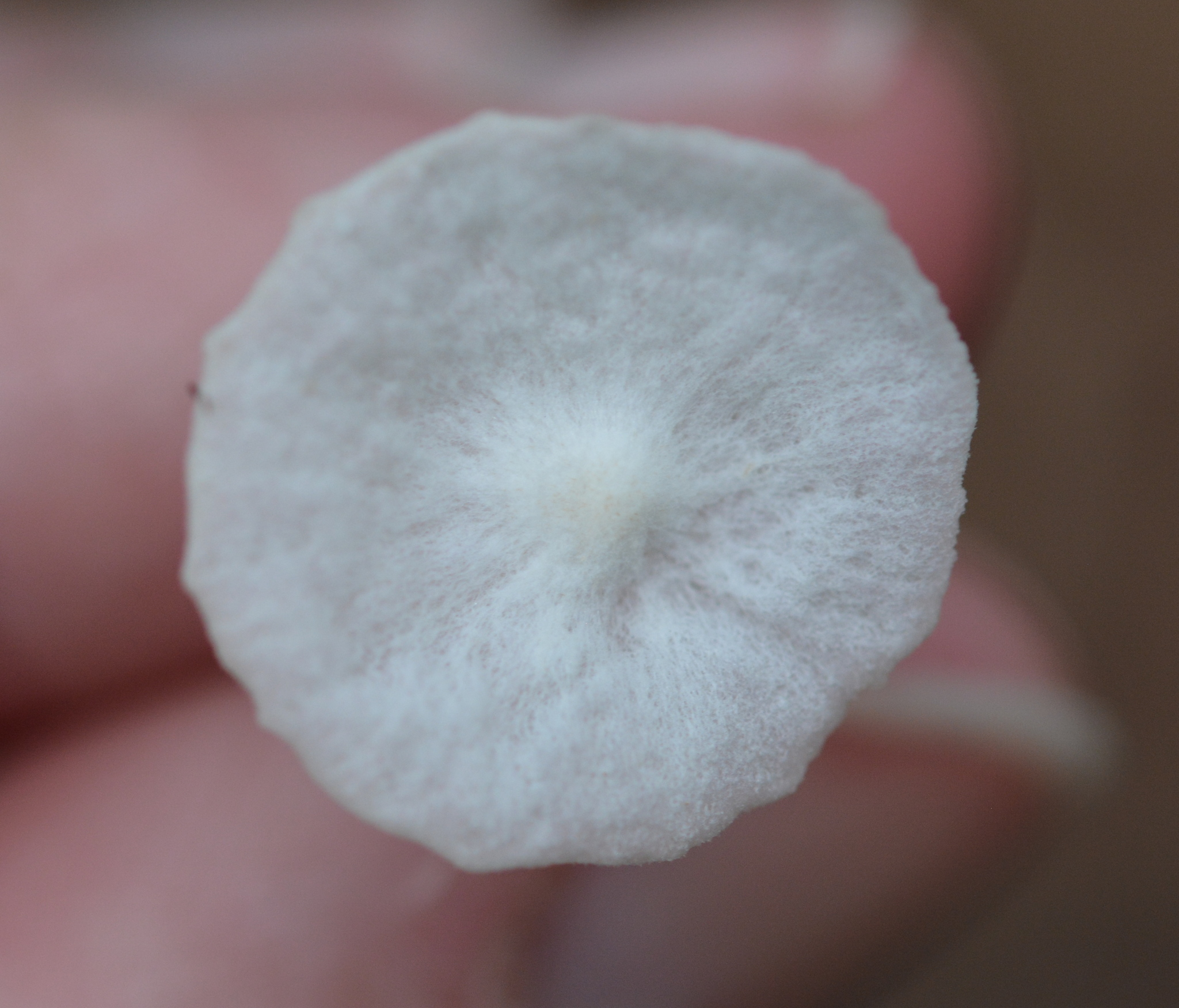
傘表面は白色でやや粉質
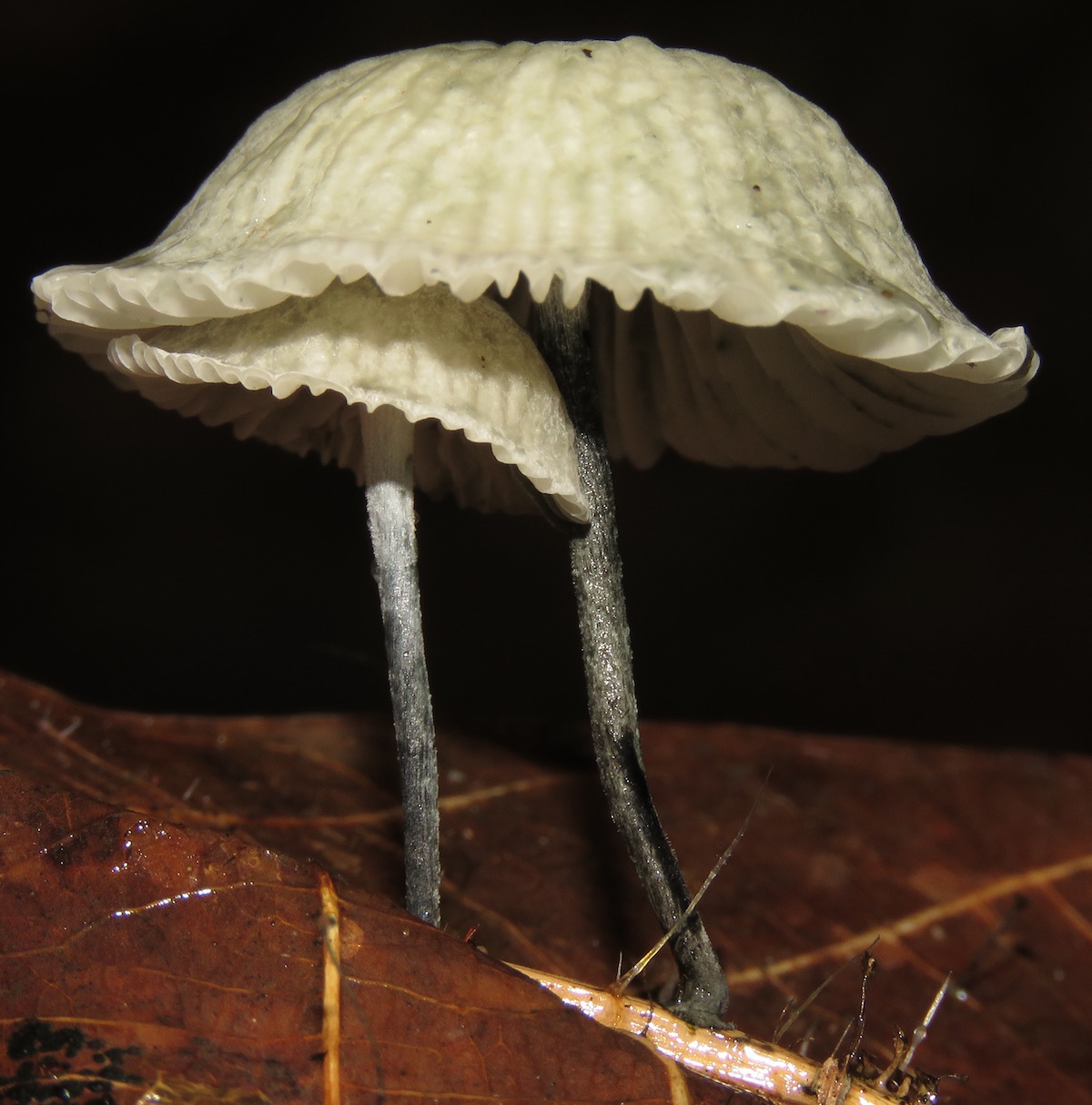
この個体は傘の条線が目立つ
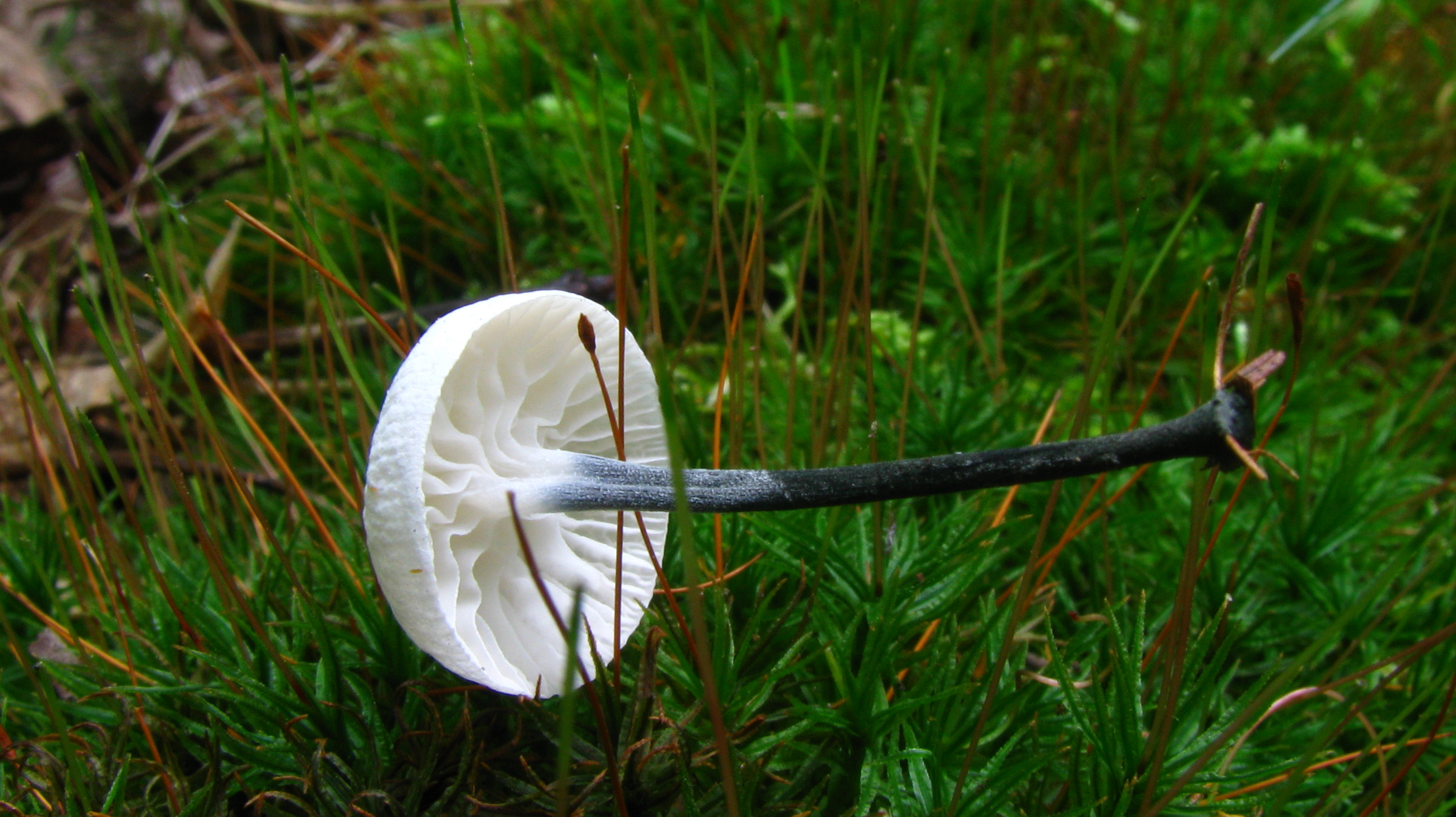
柄の下部が黒いのが特徴で、傘裏のヒダは疎ら

## 類似種
シロホウライタケ（Marasmiellus candidus、ホウライタケ科シロホウライタケ属）も落枝に生えるが、アシグロホウライタケよりも傘が大きく、柄は基部まで白色である。